# 朗特方谭剧院
朗特方谭剧院（Lunt-Fontanne Theatre），原为环球剧院（Globe Theatre），是一座百老汇剧院，位于美国纽约市曼哈顿中城剧场区西46街205号。朗特方谭剧院于1910年开业，由卡雷尔和黑斯廷斯建筑师事务所设计，布杂艺术风格，业主为查尔斯·迪林厄姆（Charles Dillingham）。剧院以戏剧夫妇阿尔弗雷德·伦特（Alfred Lunt）和琳恩·方坦（Lynn Fontanne）命名；它的原名灵感来自伦敦莎士比亚的环球剧场（Globe Theatre）。当前内部的配置可以追溯到1958 年，两层约有 1,500个座位，由倪德伦公司运营。其立面是一处纽约市地标。
剧院唯一幸存的立面位于第46 街，曾经是马车入口。底层包含剧院东面的入口，以及礼堂和舞台屋的出口。在上层，立面包含一个 5间宽的中央凉亭，带有拱门，两侧各有一个简单的凉亭。在百老汇大道的另一个入口带有华丽的大厅，于1958 年被拆除。在重新配置之前，礼堂最初包含三层和包厢座位。瓦屋顶和礼堂的天花板设计有可伸缩的部分，已不再使用。
环球剧场于1910年1月10日开幕。环球剧场早期的大部分演出都是喜剧和音乐剧，其中包括迪林厄姆的几部作品。环球剧场在1930年代被改造成电影院，由 Brandt 连锁店经营。 城市剧场公司（City Playhouses Inc. ）是开发商罗伯特·W·道林（Robert W. Dowling）和威廉·泽肯多夫（William Zeckendorf）的合作伙伴，于 1957 年购买了它。在罗氏（Roche and Roche）公司对内部进行全面翻新后，原环球剧场更名，并于 1958 年 5 月 5 日重新开放。城市剧场公司于1960年将朗特方谭剧院卖给了制作人赛菲尔（Cy Feuer）和欧内斯特·H·马丁（Ernest H. Martin），然后于 1965 年卖给了开发商斯坦利·斯塔尔（Stanley Stahl）。自 1973 年以来，一直由倪德伦公司经营剧院。